# Brian Urquhart
Brian Edward Urquhart, (Bridport, Dorset, Regne Unit, 28 de febrer de 1919 - Tyringham, Massachusetts, EUA, 2 de gener de 2021) va ser un diplomàtic britànic, antic secretari adjunt de les Nacions unides.
Brian Urquhart va ser alumne a la Westminster School, després al Crist Church College d'Oxford.
Va participar en la Segona Guerra Mundial com a oficial d'informació. Al film Un pont massa llunyà de Richard Attenborough, el personatge de Brian Urquhart surt amb el nom de "Major Fuller".
L'any 1945, va participar en els inicis de l'ONU i va aconsellar els primers secretaris generals. Com a secretari general adjunt, va dirigir els "cascos blaus" al Orient Pròxim i a Xipre, i va participar en les negociacions en relació amb Namíbia i Caixmir.
Va ser membre del comitè de mecenatge del Tribunal Russell sobre Palestina, el començament dels treballs del qual va ser presentat el 4 de març de 2009.
Va escriure una autobiografia: A Life in Peace and War.